# أبو بكر الجندي
اللواء أبو بكر الجندي (مواليد 20 يناير 1949)، هو لواء مصري شغل منصب وزير التنمية المحلية في مصر.

## أوسمة
حصل على على وسام الجمهورية وميدالية الخدمة الطويلة والقدوة الحسنة، والخدمة الممتازة، ومقاتلي أكتوبر وتحرير سيناء. كما حصل على نوط الـواجب العسكري، والاسـتحقاق الأمريكي، وحفظ السلام بالأمم المتحدة.